# Alexandru Drăghici
Alexandru Drăghici (n. 26 septembrie 1913, Tisău, județul Buzău – d. 12 decembrie 1993, Budapesta) a fost un  comunist român. A fost deputat în Marea Adunare Națională (MAN) între 1946-1948, președinte al MAN (28 decembrie 1949 - 26 ianuarie 1950), viceprim-ministru (18 martie 1961 - 27 iulie 1965 și 9 decembrie 1967 - 26 aprilie 1968).

## Biografia
S-a născut în localitatea Tisău în 1913, a lucrat ca muncitor feroviar. În 1930, a intrat în Partidul Comunist. A participat, din 1931, la mișcările greviste ale muncitorilor ceferiști, fiind unul dintre conducătorii tinerilor comuniști. În 1935 a fost arestat și condamnat la închisoare în același proces cu Ana Pauker. Detenția și-a executat-o la Jilava, Doftana, Caransebeș și în lagărul de la Târgu Jiu.

## Carieră politică
După evenimentele de la 23 august 1944, a fost activist al CC al PCR, devenind colaborator apropiat al lui Gheorghe Gheorghiu-Dej și a înaintat în ierarhia politică astfel:
- membru supleant al CC al PCR (la Conferința națională a PCR din octombrie 1945)
- membru al CC al PMR (la Congresele din 1948 și 1955)
- membru supleant al Biroului Politic al CC al PMR (aprilie 1945)
- membru al Biroului Politic al CC al PMR (1955-1965)
- secretar al CC al PCR (1965-1967)
- deputat de Hunedoara și Bacău în Marea Adunare Națională (1946-1968)

A fost acuzator public pe lângă Tribunalul Poporului (27 aprilie 1945), care îi judeca pe inculpații acuzați de crime de război sau ca dușmani ai statului român. A făcut parte, alături de Teohari Georgescu și Iosif Rangheț, din comisia care l-a anchetat pe Lucrețiu Pătrășcanu (arestat la 28 aprilie 1948) și a elaborat informarea pe baza căreia s-a hotărât judecarea fostului fruntaș al mișcării comuniste (6-13 aprilie 1954).
Fost ministru al Securității Statului, Alexandru Drăghici a intenționat, fără a pune în aplicare, să folosească batalioanele de instrucție ale grănicerilor pentru operațiuni în munți, împotriva grupurilor de partizani din cadrul rezistenței armate anticomuniste.
După unele informații, în 1956 s-ar fi opus extrădării lui Imre Nagy, fost premier al guvernului de la Budapesta, care, după eșecul insurecției anticomuniste maghiare, a fost deportat în România, și deținut la Snagov.
În anul 1958, personalul Trupelor de Securitate era stabilit la 5.633 ofițeri, 4.108 sergenți reangajați, 1.416 angajați civil și 46.028 militari în termen, adică 57.185 persoane.
Alexandru Drăghici a fost general-maior (30 decembrie 1950), general-locotenent (2 octombrie 1952) și general-colonel (20 august 1955).

## Anii de dizgrație
După alegerea sa ca secretar general al PCR, Nicolae Ceaușescu a trecut la consolidarea puterii sale. Treptat au fost înlăturați din conducerea de partid și de stat toți cei care se opuneau ascensiunii sale. Plenara CC al PCR din aprilie 1968 a făcut o analiză a așa-numitor "greșeli comise de partid în trecut" și a hotărât reabilitarea unor foști demnitari comuniști, în special grupul lui Lucrețiu Pătrășcanu, care a căzut victimă a epurărilor de la mijlocul anilor 1950.  Cum pe vremea aceea Drăghici era ministru de interne și răspundea direct de arestarea și interogarea comuniștilor acuzați, el a fost făcut responsabil principal (Gheorghe Gheorghiu-Dej nu mai trăia) și înlăturat din toate funcțiile de partid și de stat. Ulterior, a fost degradat din gradul de general-colonel și trecut în rezervă cu gradul de soldat (14 noiembrie 1968).
Măsurile represive împotriva lui s-au oprit aici, el nu a fost dat în judecată pentru fărădelegile comise. În 1969 a fost numit director al „IAS Buftea”, funcție pe care a păstrat-o până în anul 1972, când a ieșit la pensie.
Noua conducere a României instaurată după revoluția din decembrie 1989 a făcut pași spre începerea unei cercetări penale împotriva lui, pentru crimele comise în trecut. În 1991, pentru a scăpa de această anchetă, Drăghici a fugit împreună cu soția sa, Marta Cziko, în Ungaria, la fiica lor Alexandra (care emigrase mai demult în Ungaria). În anul următor guvernul român a făcut o cerere de extrădare, dar autoritățile ungare au refuzat să-i dea curs favorabil, deoarece crimele comise de Drăghici au fost prescrise din punctul de vedere al jurisprudenței ungare. În 1993, Alexandru Drăghici a fost din nou inculpat și condamnat în contumacie pentru o altă crimă: ordinul dat pentru asasinarea lui Ibrahim Sefit (un etnic turc născut la Ada Kaleh).
A murit la 12 decembrie 1993 la Budapesta.
Portretul lui a fost afișat pe pereții de onoare ai Camerei Deputaților, alături de alți președinți ai Parlamentelor României din ultimul secol și jumătate, ca semn al continuității.

## Distincții
- Medalia „A cincea aniversare a Republicii Populare Române” (24 decembrie 1952) „pentru lupta și munca duse în vederea făuririi, consolidării și prosperării Republicii Populare Române”[6]
- Ordinul „Steaua Republicii Populare Romîne” clasa I (30 decembrie 1957) „cu ocazia celei de a zecea aniversări a proclamării Republicii Populare Romîne și pentru merite deosebite în îndeplinirea sarcinilor date de Partidul Muncitoresc Romîn, pentru merite deosebite pe tărîmul construcției de stat, economice, sociale, culturale și obștești”[7]
- Ordinul „23 August” clasa I (12 august 1959) „pentru îndelungată activitate în mișcarea muncitorească, pentru contribuția activă la răsturnarea dictaturii militaro-fasciste și instaurarea regimului democrat-popular, pentru merite deosebite în opera de construire a socialismului”[8]
- Medalia „40 de ani de la înființarea Partidului Comunist din Romînia” (6 mai 1961) „pentru activitate îndelungată în mișcarea muncitorească și merite în opera de construire a socialismului”[9]
- Medalia „A XX-a Aniversare a Eliberării Patriei” (18 august 1964) „pentru merite deosebite în opera de construire a socialismului, cu prilejul celei de a XX-a aniversări a eliberării patriei”[10]
- Medalia jubiliară „A XX-a Aniversare a Zilei Forțelor Armate ale Republicii Populare Romîne” (21 octombrie 1964) „pentru merite deosebite în făurirea și întărirea Forțelor Armate ale Republicii Populare Romîne, cu prilejul celei de a XX-a aniversări a Zilei Forțelor Armate”[11]
- Ordinul „Tudor Vladimirescu” clasa I (30 aprilie 1966) „cu prilejul celei de-a 45-a aniversări de la înființarea Partidului Comunist din România, pentru îndelungată activitate în mișcarea muncitorească și merite deosebite în opera de construire a socialismului”[12]